# Car2go
Car2go was een Duits autodeelbedrijf, dat vanaf 2008 in verschillende steden in Europa en Noord-Amerika zelfstandig actief was.
Bijzonder aan car2go was dat het in verschillende steden een netwerk van (elektrische) Smarts had. Betalen vond plaats per minuut en via gps op de smartphone was een beschikbare auto in de buurt op te zoeken. Car2go was onderdeel van het Duitse bedrijf Daimler AG. In Nederland was het alleen actief in Amsterdam.
In 2016 had car2go wereldwijd 2,2 miljoen leden, die gebruikmaakten van 14.000 elektrische auto's.
Begin 2019 gingen car2go van Daimler en DriveNow van BMW samen verder onder de naam Share Now, wat op zijn beurt in 2022 werd overgenomen door Free2move van Stellantis.